# Regulátor vrtule
Regulátor otáček je součástí vrtule stálých otáček.
Vrtule stálých otáček je konstruována tak, aby udržovala konstantní otáčky motoru a vrtule automatickou změnou úhlu nastavení vrtulového listu v reakci na  změnu podmínek letu. Pro udržení zvolených otáček musí být v rovnováze kroutící moment motoru a "moment odporu vrtule" který závisí na rychlosti letu, otáčkách a úhlu nastavení listů vrtule.

## Popis systému (Vrtule V-500A)
Vlastní regulátor otáček sestává ze dvou kovových křidélek upevněných otočně na ose která se točí spolu s klikovou hřídelí. Na jednu stranu se je snaží vychýlit odstředivá síla úměrná otáčkám, na druhou pružina, jejíž předpětí ovládá táhlem pilot z kabiny. Při porušení rovnováhy na vrtuli (např. zvýšení rychlosti letu a tím zmenšení odporu) a následném růstu otáček vrtule se křidélka vychýlí od sebe. Tato výchylka je přenášená na šoupátko, které přepustí tlakový olej z olejového systému na jednu stranu pracovního válce přestavování listů a tím zvětší úhel nastavení listu. Tím se zvýší odpor vrtule a otáčky začnou klesat. Po obnovení zvolených otáček se křidélka a tím i celý systém vrátí do původního stavu.  

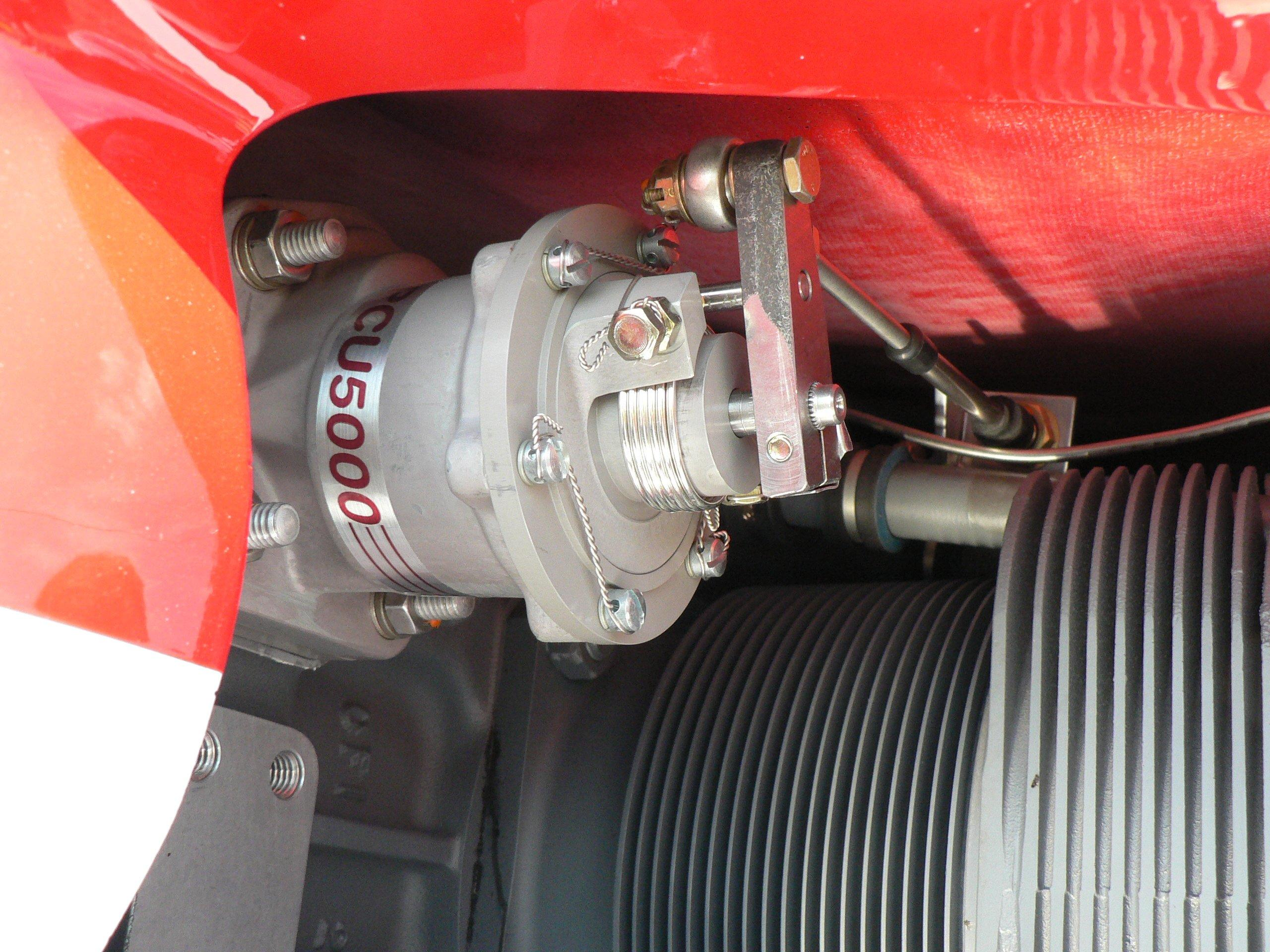
Regulátor vrtule PCU5000, vyráběný společností Jihostroj a.s. na letounu American Champion.

## Původ síly k natáčení listů vrtule
Dvojčinná vrtule
používá tlak oleje pro změny natočení v obou směrech.
Jednočinná vrtule
používá tlak oleje ke změně natočení listu pouze v jednom směru,
a k natočení listu opačným směrem používá reaktivní účinky:
- odstředivé síly vrtulového protizávaží,
- působení proudícího vzduchu nebo
- přirozený kroutící moment listů.

Jednočinná vrtule se schopností praporování
k dokončení praporovacího cyklu musí, vzhledem k úbytku rychlosti rotace a síly protizávaží, používat pružiny.

## Směr natáčení listů vrtule
U vrtule bez protizávaží
vrtulový píst otáčí vrtulovými listy ve směru zvětšujícím úhel vrtulového listu.
U vrtule s protizávažím
naopak vrtulový píst úhel vrtulového listu zmenšuje.